# Schizolobium
Schizolobium es un género de plantas de la subfamilia Caesalpinioideae de la familia Fabaceae. Comprende el serebó (también llamado palo de picho, tambor, parica, árvore lisa,palo de judío- y gallinazo), árbol tropical de madera blanda. Comprende 20 especies descritas y de estas, solo 4 aceptadas.

## Descripción
Son árboles, que alcanzan un tamaño de 15–30 (40) m de alto, inermes, a menudo con contrafuertes y corona ancha, ramitas y pecíolos glabros, víscidos. Hojas 2-pinnadas, grandes y parecidas a helechos, 50–100 cm de largo, pinnas (9) 15–20 pares; folíolos 10–25 pares por pinna, angostamente oblongos, 1.5–3 cm de largo y 4–8 mm de ancho, ápice obtuso o redondeado y mucronado, base obtusa, verde lustrosos y glabros en la haz, más pálidos y densamente seríceos en el envés; pecíolos con una glándula cónica grande por debajo del ápice. Inflorescencias racimos axilares o panículas terminales, 20–50 cm de largo, con numerosas flores, pedicelos 4–10 mm de largo, articulados arriba de la mitad; cáliz 6–10 mm de largo, escasamente estriguloso con tricomas negruzcos, los lobos 5, 3–7 mm de largo, obtusos y reflexos en la antesis; pétalos 5, 1.5–2 cm de largo, angostos, amarillo pálidos; estambres 10, libres, casi tan largos como los pétalos, filamentos vellosos en la base; ovario con estípite adnado al tubo del cáliz. Fruto espatulado, plano, 8–12 cm de largo y 2.5–5 cm de ancho, ápice redondeado, base largamente cuneada, gruesamente reticulado, cubierta interna delgada, membranácea y actuando como un ala para la semilla, 2-valvado, tardíamente dehiscente; semilla 1, oblonga a ovalada, plana a comprimida, 18–25 mm de largo y 10–14 mm de ancho, café.

## Taxonomía
El género fue descrito por Julius Rudolph Theodor Vogel y publicado en Linnaea 11: 399. 1837.
El serebó es una especie común en las zonas húmedas
del neotrópico; prefiere un clima tropical húmedo a subhúmedo estacional, con una precipitación anual promedio
que oscile entre los 1200 y 2500 mm (Hechavarría et al.,
2000). El rango altitudinal de la especie fluctúa entre los
150 y 1500 m s.n.m., extendiéndose desde llanuras aluviales hasta estribaciones montañosas, aunque es adaptable a
diferentes condiciones fisiográficas.

## Especies aceptadas
A continuación se brinda un listado de las especies del género Schizolobium aceptadas hasta febrero de 2015, ordenadas alfabéticamente. Para cada una se indica el nombre binomial seguido del autor, abreviado según las convenciones y usos.	
- Schizolobium amazonicum  Ducke
- Schizolobium parahyba